# Malevolence
Malevolence (englisch Böswilligkeit) ist eine 2010 gegründete Metal/Hardcore-Band aus Sheffield, England.

## Geschichte
Gegründet wurde Malevolence in der englischen Stadt Sheffield in South Yorkshire und besteht aus dem Sänger Alex Taylor, den beiden Gitarristen Konan Hall und Josh Baines, dem Bassisten Wilkie Robinson und dem Schlagzeuger Charlie Thorpe. Im Juni 2013 wurde bekannt, dass die Gruppe einen weltweit gültigen Plattenvertrag bei Siege of Amida Records und Century Media unterschrieben hat. Ende 2013 erschien das Debütalbum Reign of Suffering weltweit. Das zweite Album Self Supremacy erschien im Mai 2017 und wies im Vergleich zum Vorgänger einen deutlich höheren Anteil von Elementen aus dem Thrash Metal und ein deutlich komplexeres Songwriting auf.
Die Gruppe tourte bereits mit Obey the Brave, Kublai Khan und Napoleon durch Europa. Dabei spielte sie im April 2015 auf dem Impericon Festival in Wien. Im Sommer 2024 nahm die Band an der Ashes of Leviathan genannten Co-Headlinertournee von Lamb of God und Mastodon teil.

## Stil
Die Musik wird als eine Mischung aus modernem Metal und Hardcore Punk beschrieben, welcher Ähnlichkeiten mit Hatebreed und Lamb of God aufweise. Beschrieben wird die Musik weiterhin als Beatdown, welcher die Härte von Terror mit dem Sound von Pantera mische. Das siebenminütige Turn to Stone zeige Ähnlichkeiten mit dem Stoner Rock, welcher mit Hatebreed-Riffings versetzt wird. In einem Interview mit der Redakteurin Nadine Schmidt vom Online-Magazin metal.de, äußerte Sänger Alex Taylor, dass die Zuordnung zum Musikstil Beatdown ihn wütend machen würde.

## Diskografie
Alben

| Jahr | Titel Musiklabel                                         | Höchstplatzierung, Gesamtwochen, AuszeichnungChartplatzierungen (Jahr, Titel, Musiklabel, Platzierungen, Wochen, Auszeichnungen, Anmerkungen) | Höchstplatzierung, Gesamtwochen, AuszeichnungChartplatzierungen (Jahr, Titel, Musiklabel, Platzierungen, Wochen, Auszeichnungen, Anmerkungen) | Anmerkungen                             |
| Jahr | Titel Musiklabel                                         | DE | UK | Anmerkungen                             |
| ---- | -------------------------------------------------------- | --- | --- | --------------------------------------- |
| 2013 | Reign of Suffering Siege of Amida Records, Century Media | — | — | Erstveröffentlichung: 11. November 2013 |
| 2017 | Reign of Suffering BDHW/Soulfood                         | — | — | Erstveröffentlichung: 19. Mai 2017      |
| 2022 | Malicious Intent Nuclear Blast                           | DE32 (1 Wo.)DE | — | Erstveröffentlichung: 20. Mai 2022      |
| 2025 | Where Only the Truth Is Spoken Nuclear Blast             | — | UK32 (1 Wo.)UK | Erstveröffentlichung: 20. Juni 2025     |

EPs
- 2020: The Other Side (MLVLTD)
- 2023: The Aggression Sessions (Split mit Fit for an Autopsy und Thy Art Is Murder)